# Javier Mariscal

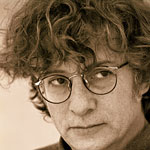
Javier Mariscal

Javier Mariscal (* 9. Februar 1950 in Valencia) ist ein spanischer Designer und Illustrator. Er wurde vor allem durch Produkt- und Industriedesigns sowie die Corporate Designs für die Olympischen Spiele 1992 in Barcelona und die Corporate Identity für die Expo 2000 in Hannover international bekannt.

## Leben und Werk
Javier Mariscal wuchs in einer Großfamilie mit elf Geschwistern in Valencia auf. Bereits als Kind hatte er eine Vorliebe für Comics aller Art und begann selbst kleine Bildergeschichten zu malen, die seinen späteren Stil vorwegnahmen. Von 1967 bis 1970 studierte er Philosophie in Valencia. 1970 zog Mariscal nach Barcelona, wo er an der Escuela de Grafismo Elisava Grafikdesign studierte und noch heute lebt und arbeitet. Nach einigen Versuchen als Kunstmaler und Zeichner von Undergroundcomics konzentrierte er sich zunehmend auf den Beruf des Grafikdesigners, Illustrators und Innenarchitekten und erledigte kleinere Auftragsarbeiten für spanische Unternehmen. Es waren die Jahre der Transición und Mariscal brachte sich in die Movida ein, mit der sein Name verbunden blieb. 1979 entwarf er das Logodesign Bar-Cel-Ona, das ihn bekannt machte. Im folgenden Jahr eröffnete und gestaltete er zusammen mit Fernando Salas das Interieur für die Bar Duplex in Valencia und entwarf sein erstes Meisterstück: den gleichnamigen Barhocker Duplex, einen schiefen und krummen Stuhl mit drei unterschiedlichen, dünnen Beinen. Aufmerksam geworden auf seine postmodernen Designs lädt ihn Ettore Sottsass 1981 ein, an der in Mailand stattfinden Ausstellung „International Style“ der Memphis Group teilzunehmen. 1987 hatte Mariscal eine Einzelausstellung im Centre Georges-Pompidou in Paris. In den Folgejahren entstehen diverse bekannte Industriedesigns in der für Mariscal typischen Comicsprache; beispielsweise die Vase Olé mit Hut sowie der Stuhl Garriri, mit großen Mickymaus-Ohren an der Lehne sowie Comic-Schuhen an den Stuhlbeinen.

### Cobi
1988 erhielt Mariscal im Zuge einer Ausschreibung den Zuschlag, ein Maskottchen für die Olympischen Spiele 1992 in Barcelona zu entwerfen. Mariscal entwickelte die Figur „Cobi“ als Sympathieträger für Groß und Klein. Cobi tauchte schon in Mariscals frühem Undergroundcomic El Rrollo Enmascarado auf. Später griff Mariscal die Comicidee wieder auf und entwickelte um Cobi die Serie The Cobi Troupe.

### Estudio Mariscal

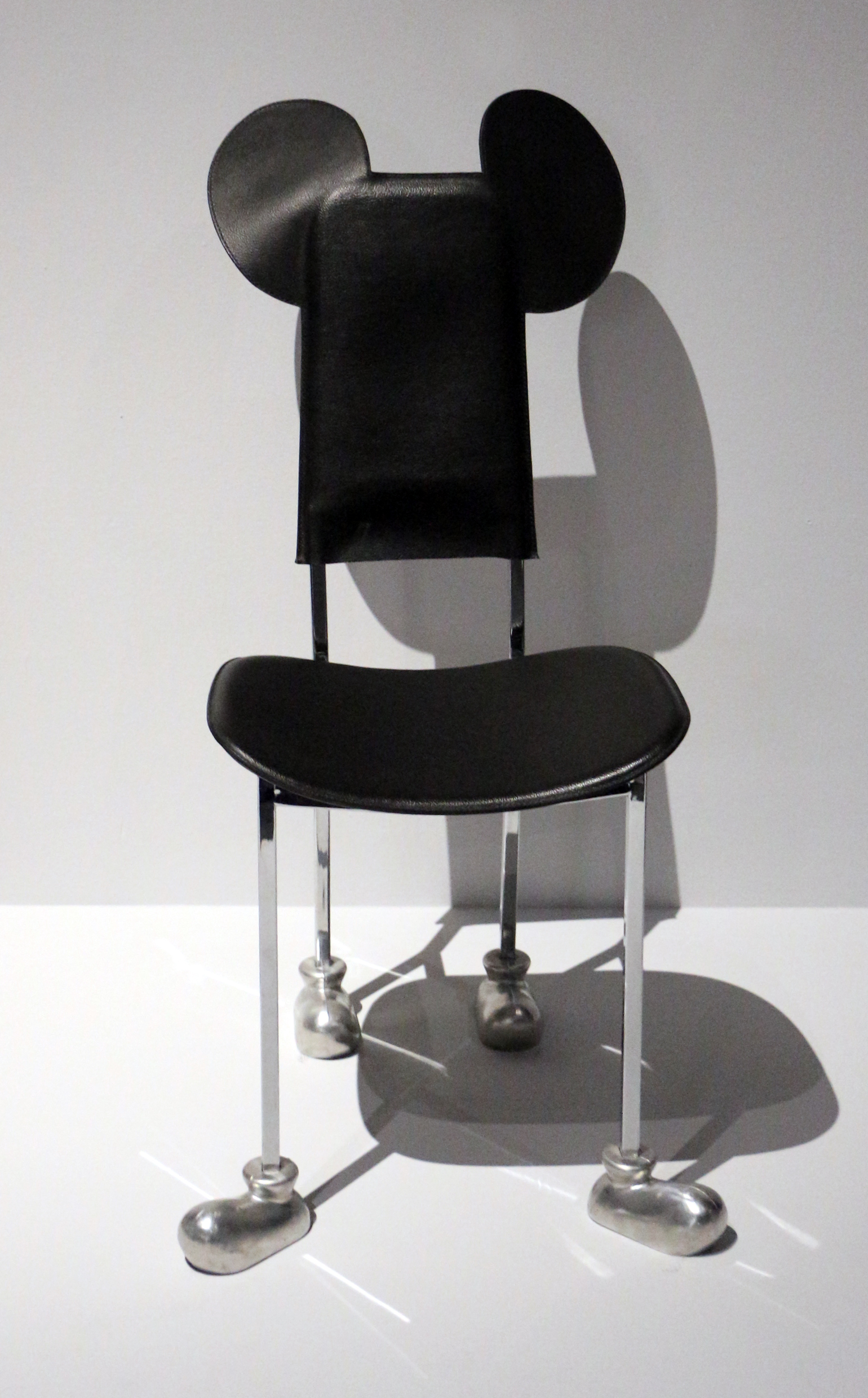
Garriris, 1987, Musée National d’Art Moderne, Paris

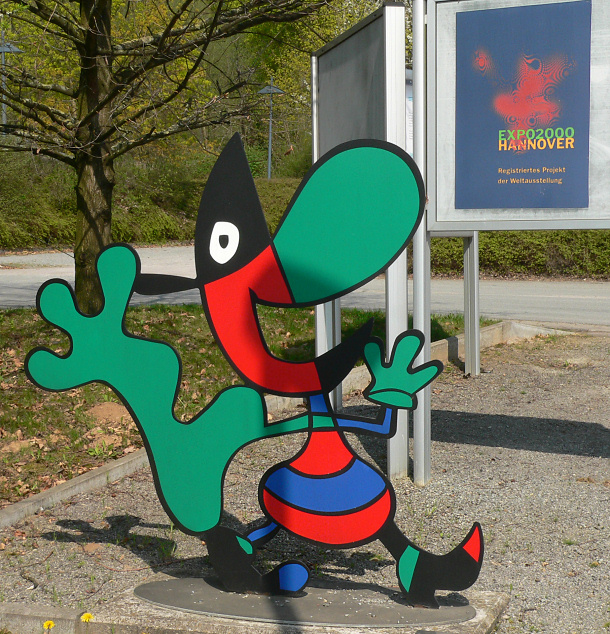
Twipsy

Durch den wachsenden Erfolg beflügelt, expandiert Mariscal und gründet 1989 sein eigenes Designunternehmen Estudio Mariscal in Barcelona. Das neue Firmenkonzept soll alle Disziplinen des audio-visuellen wie haptischen Designs vereinen und arbeitet mit renommierten Designern und Architekten wie Arata Isozaki, Alfredo Arribas, Fernando Salas, Fernando Amat und Pepe Cortés zusammen.
Estudio Mariscal zeichnet in den Folgejahren verantwortlich für zahlreiche bekannte Designs und Corporate Identities; zu den Auftraggebern gehören u. a. die schwedische sozialdemokratische Partei Socialdemokraterna, der spanische Radiosender Onda Cero, die Produktionsfirma Framestore CFC in London oder das Lighthouse Centre for Architecture and Design in Glasgow.

### EXPO 2000 und Twipsy
1995 gewann Estudio Mariscal mit der Figur Twipsy die Ausschreibung zur Gestaltung eines Identitydesigns für die Weltausstellung Expo 2000 in Hannover. Die Figur wurde von einer internationalen Serie ausgesucht. Der Erfolg des Maskottchens führte zu einer ganzen Serie von Devotionalien wie T-Shirts, Uhren, Kuscheltieren oder Kaffeebecher bis hin zu Sonderbriefmarken und Webdesigns mit interaktiven Twipsy-Animationen. Das futuristische Design der Figur löste indes auch kritische Stimmen aus. 1999 entstand eine Trickfilm-Fernsehserie mit Twipsy, die zeitgleich zur Expo 2000 auf KiKA ausgestrahlt wurde.

### Weitere Projekte
Ebenfalls 1995 entstand das Design für eine Möbelkollektion des italienischen Herstellers Moroso, darunter der Sessel Alexandra, der mit seinen organischen Formen Mariscals charakteristischen extrovertierten und farbenfrohen Designstil widerspiegelt. 2002 erreicht Mariscals interdisziplinäres Designkonzept einen Höhepunkt mit der kompletten Gestaltung des Gran Hotel Domine in Bilbao, das in der Gestaltung mit dem gegenüberliegenden Guggenheim-Museum Bilbao harmoniert und die Geschichte des zeitgenössischen Designs des zwanzigsten Jahrhunderts erzählt. Zusammen mit Fernando Salas entwirft Mariscal zahlreiche weitere Raumgestaltungsprojekte wie den Latin-Jazz-Klub Calle 54
Seit 2005 gestaltet Estudio Mariscal die Kindermöbel-Kollektion Me Too für die Designermöbelfirma Magis; weitere derzeitige Projekte sind Brand Designs, Webdesigns und eine Innenausstattung für IKEA in Vitoria-Gasteiz. 2006 beteiligte sich Mariscal bei der Kunstmesse ARCO mit der Skulptur Crash!, einer Hommage an das Design der 1950er Jahre – ein Seitenhieb, um zu zeigen, dass das Vertrauen in die Zukunft zunichtegegangen ist, weil wir heutzutage eher darüber nachdenken müssen, wie eine Zukunft möglich zu machen ist.

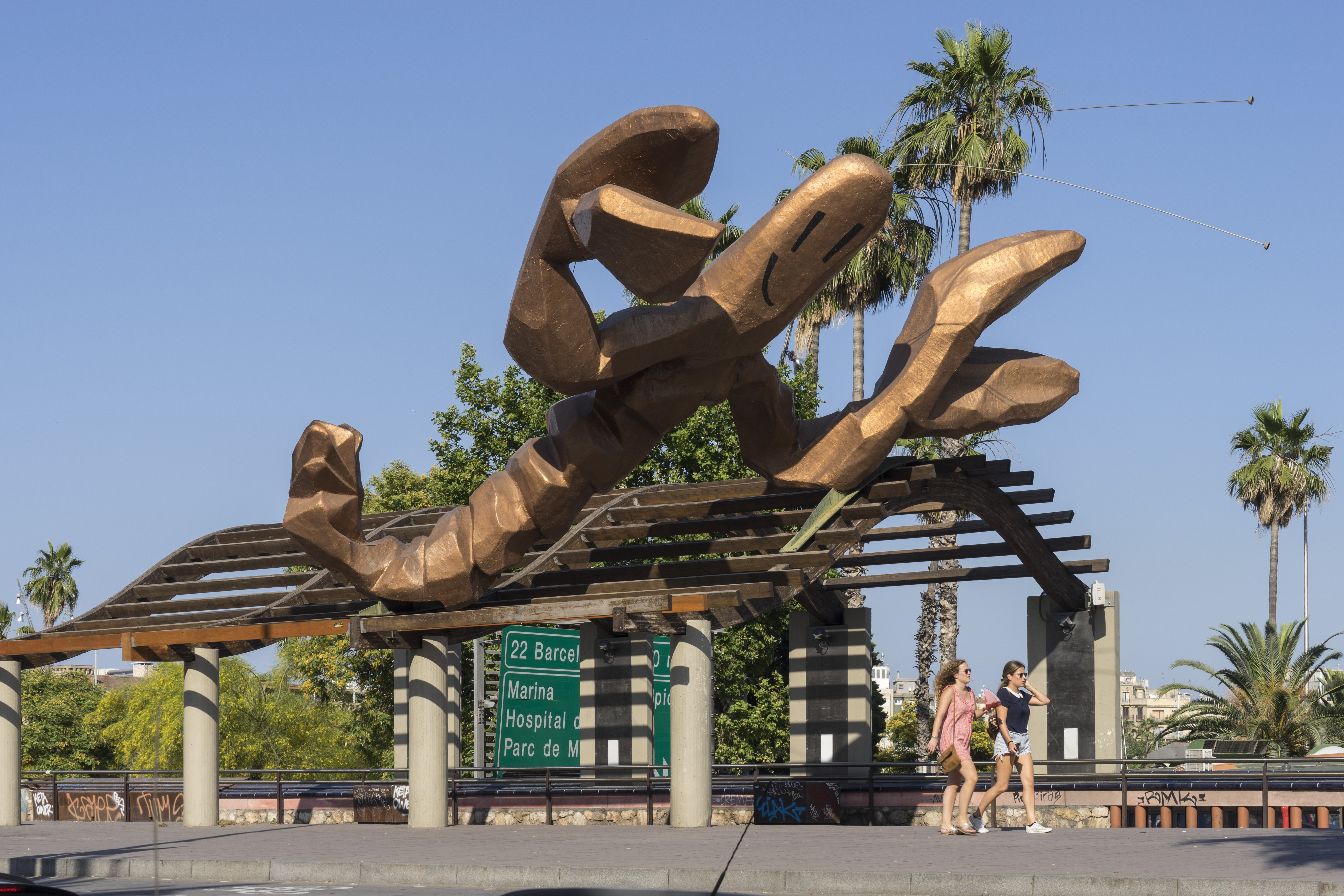
Gamba de Mariscal, Barcelona, 1989

2010 führte er neben Fernando Trueba und Tono Errando Regie bei dem Animationsfilm Chico & Rita, der beim Trickfilmfestival Stuttgart 2011 im Langfilmwettbewerb AniMovie als bester Animationsfilm ausgezeichnet wurde. Ein weiterer Animationsfilm ist They Shot the Piano Player (2023).

## Ehrungen
In Anerkennung für sein Gesamtwerk erhielt Javier Mariscal 1995 den Premio Nacional de Diseño (Nationaler Preis für Design) des spanischen Ministeriums für Industrie (MITYC) und des Barcelona Centro de Diseño (BCD).